# Canadian Vickers
Canadian Vickers Limited war ein kanadisches Schiffbauunternehmen. In den 1960er und 1970er Jahren wurden auf der Werft auch Triebwagen in Zusammenarbeit mit Eisenbahnfirmen hergestellt. Nach mehreren Besitzerwechseln wurde die Firma 1989 aufgelöst und die Werft abgebaut.

Von 1923 bis 1944 war Canadian Vickers auch im Flugzeugbau tätig, der dann in die neue Gesellschaft Canadair Ltd. überging, die 1946 in den Mehrheitsbesitz eines US-amerikanischen Unternehmens überging.

## Geschichte
Auf Betreiben der kanadischen Regierung gründete der britische Schiffbau- und Rüstungskonzern Vickers 1911 die Canadian Vickers Limited und errichtete in Montreal eine Werft, in der Schiffe für die aufzubauende Royal Canadian Navy gebaut werden sollten.

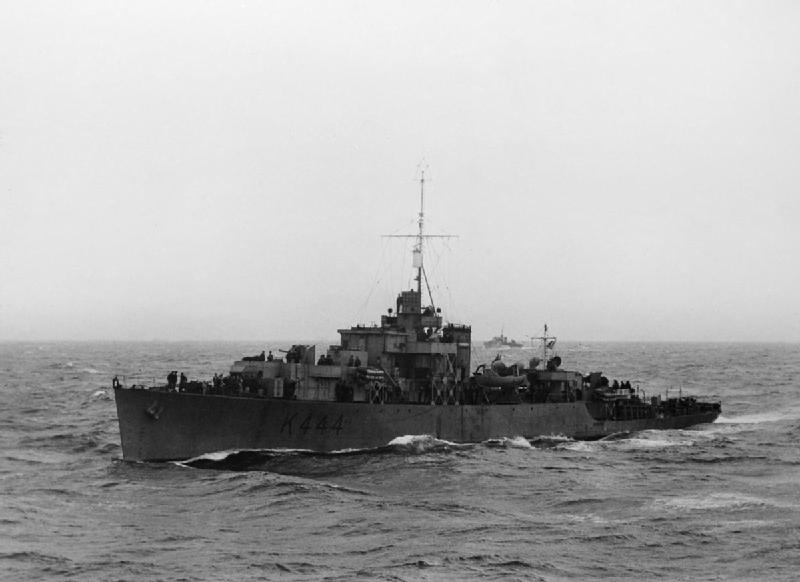
Die Fregatte HMCS Matane
der River-Klasse

### Schiffbau
Während des Ersten Weltkrieges baute die Werft Unterseeboote des Typs Holland 602 für die Royal Navy (zehn Boote der H-Klasse), die Kaiserlich Russische Marine (6) und die italienische Regia Marina (8). 1918 wurden Minensucher verschiedener Typen für die kanadische Marine gebaut. Der geplante weitere Ausbau der Royal Canadian Navy unterblieb jedoch nach dem Krieg weitgehend.

Ab dem Kriegsende baute die Werft eine Reihe von Frachtschiffen, ab 1922 bis 1941 jedoch nur kleinere Schiffe.

Zum Bau von Kriegsschiffen kam es auf der Werft erst wieder im Zweiten Weltkrieg, als sie acht Korvetten der Flower-Klasse, sechs Minensucher der Bangor-Klasse, 26 Fregatten der River-Klasse und einige Landungsfahrzeuge fertigte.
 Die Fregatte HMCS Stormont (K327) wurde später zum berühmtesten bei Canadian Vickers gebauten Schiff, nachdem sie in Deutschland zur Luxusyacht Christina O für Aristoteles Onassis umgebaut worden war.

### Flugzeugbau
Seit 1923 war Canadian Vickers im Flugzeugbau tätig. In diesem Jahr begann die Produktion von Vickers-Viking-Flugbooten für die kanadische Luftwaffe. Bis 1944 wurden über vierhundert Flugzeuge gebaut, darunter auch Lizenzbauten anderer Hersteller.
Im Juli 1941 erhielt das Unternehmen von der kanadischen Regierung den Auftrag zum Bau des Amphibienflugzeugs PBV-1 Canso, einer Variante des Flugbootes Consolidated PBY Catalina. Für die Produktion war ein neues Werk am Flughafen Cartierville in Saint-Laurent nordwestlich von Montreal vorgesehen. Diese staatliche Fabrik wurde von Canadian Vickers im Auftrag der Regierung gebaut und betrieben. Insgesamt wurden über 300 Canso´s gefertigt.
1944 zog sich Canadian Vickers aus dem Flugzeugbau zurück. Kanada übergab das Werk Cartierville am 4. November 1944 der neuen Gesellschaft Canadair Limited, die von ehemaligen Canadian-Vickers-Managern geführt wurde. Im September 1946 gingen Canadair und die Produktionsanlagen in den Mehrheitsbesitz der Electric Boat Company, einem US-amerikanischen Unternehmen, über.

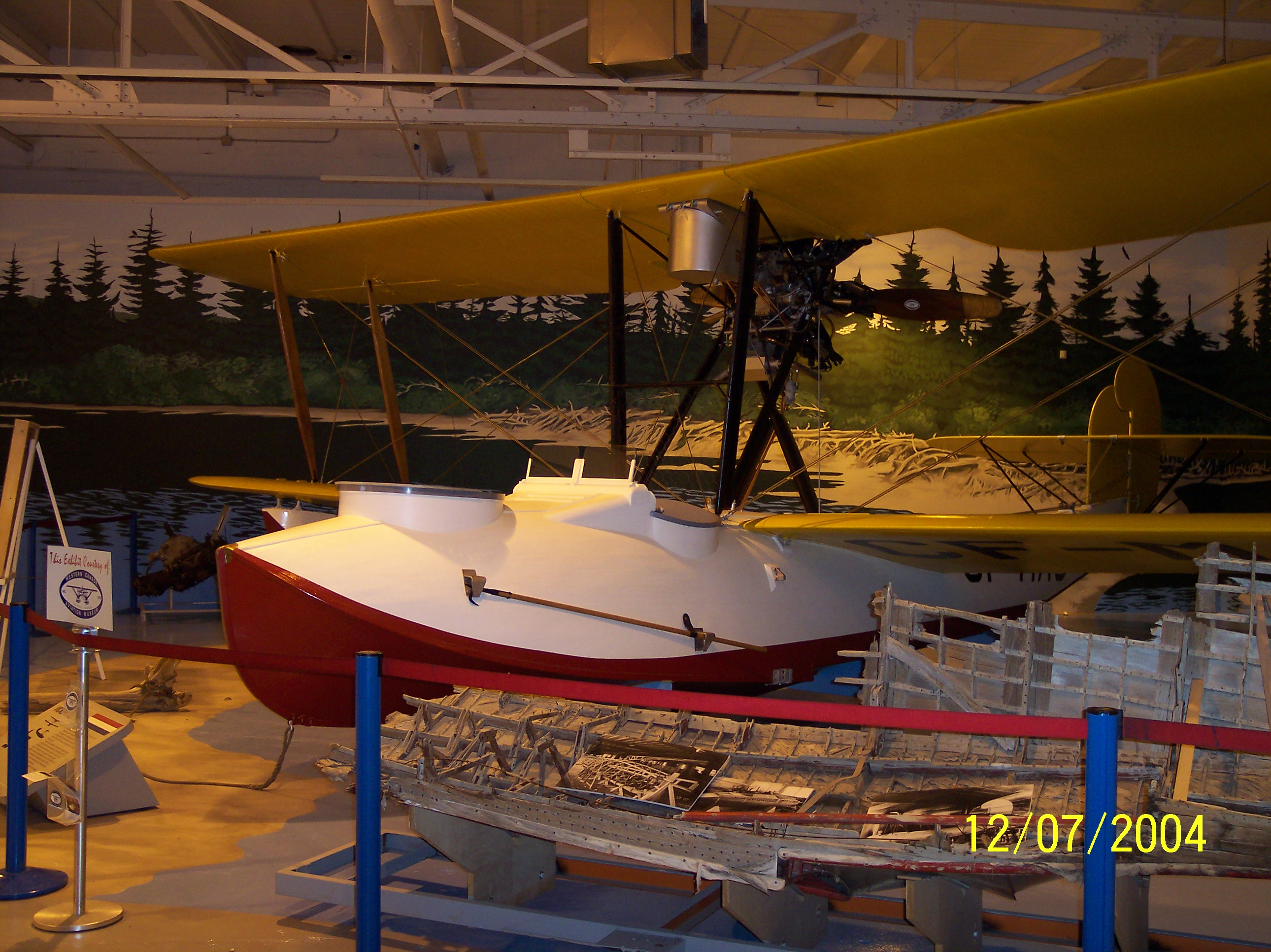
Nachbau einer Vedette für das Western Canada Aviation Museum, Winnipeg

### Flugzeuge (eigene Entwürfe)
- Canadian Vickers Vancouver, sechs 2-mot.-Flugboote
- Canadian Vickers Vanessa, Prototyp
- Canadian Vickers Varuna, acht 2-mot.-Flugboote
- Canadian Vickers Vedette, 60 1-mot.-Flugboote
- Canadian Vickers Velos, Prototyp
- Canadian Vickers Vigil, Prototyp
- Canadian Vickers Vista, Prototyp

### Flugzeuge (Lizenzbauten)

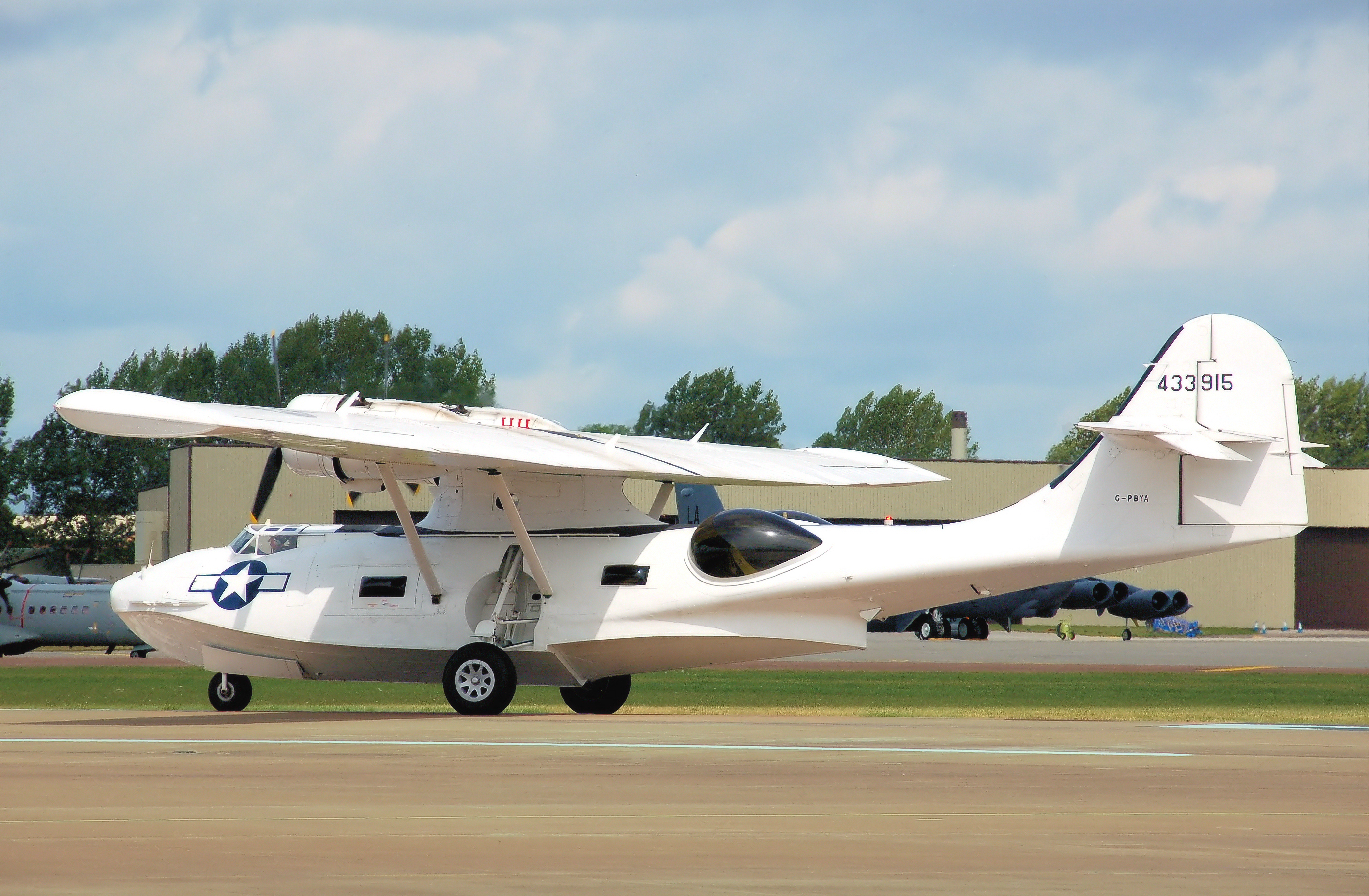
Eine erhaltene PBV-1 Canso

- Vickers Viking IV (sechs)
- Avro 504N (13)
- Avro 552 (14)
- Curtiss HS-3L (drei)
- Fairchild FC-2 (elf)
- Fokker Super Universal (15)
- Bellanca Pacemaker (sechs)
- Northrop Delta (20)
- Supermarine Stranraer (40)
- Canadian Vickers PBV-1 Canso (30)

### Entwicklung ab 1945

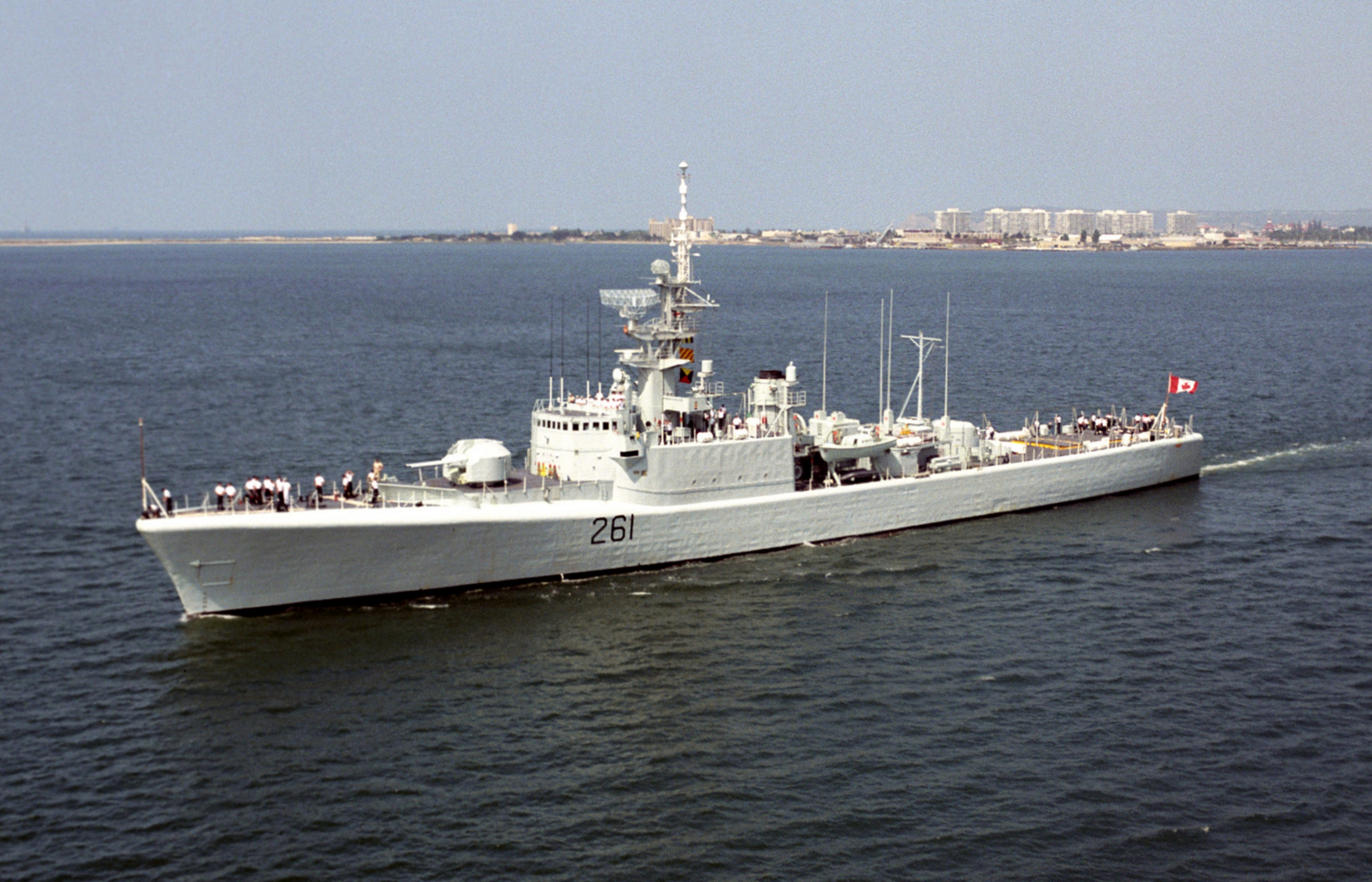
Die HMCS Mackenzie (DDE 261)

Canadian Vickers konzentrierte sich nach dem Zweiten Weltkrieg zunächst auf den Schiffbau. Ab 1955 wurden die Fregatten HMCS St. Laurent (DDE 205) und Ottawa (DDE 229), 1958 die HMCS Restigouche (DDE 257) und 1962 die HMCS Mackenzie (DDE 261) für die kanadische Marine gebaut.
Die Werft baute neben anderen zivilen Schiffen auch seit 1916 einige Eisbrecher, zuletzt 1969 die Louis S. St-Laurent (11.345 BRZ, rund 27.000 PS). Der Eisbrecher ist das größte Schiff der Canadian Coast Guard.
In den 1960er Jahren produzierte das Unternehmen in Zusammenarbeit mit Eisenbahnfirmen die Fahrzeuge für Montreals 1966 eröffnete Metro. Es folgen Triebwagen für den Nahverkehr und Passagierwaggons.
Das Unternehmen, das zuletzt MIL Vickers Ltd. hieß, wurde 1989 aufgelöst und die Werft abgebaut.